# Charles Schwab Corporation
The Charles Schwab Corporation er en amerikansk finansiel servicevirksomhed. De udbyder bank, investeringsbank og formueforvaltning. De har over 400 filialer i primært USA og Storbritannien. De har aktiver under forvaltning for 7,05 billioner USD og ca. 37 mio. kunder. Charles Schwab & Co. blev etableret i 1971 af Charles R. Schwab.